# Crocuta
Crocuta— рід гієн, що містить найбільшого живого представника родини — плямисту гієну (Crocuta crocuta) і кілька викопних видів.

## Таксономія
Досі незрозуміло, чи розвинувся рід в Африці чи Азії, хоча найдавніші відомі скам'янілості походять з Африки і датуються приблизно 3.8 млн років.
Євразійські «печерні гієни» (Crocuta spelaea, Crocuta ultima та інші) були класифіковані як окремі види, але в наш час частіше вважаються доісторичними підвидами плямистої гієни.
Відомо, що два вимерлі види співіснували один з одним у Східній Африці протягом пліоцену; Crocuta eturono і Crocuta dietrichi, ймовірно, займали різну нішу щодо збирання/полювання. У Китаї існував пліоценовий вид, Crocuta honanensis, а інший вид з того ж періоду в Індії, відомий як Crocuta sivalensis, має неясний статус і розглядається як щось від синонімів плямистої гієни до предка.